# Verlorenwasser (Bad Belzig)

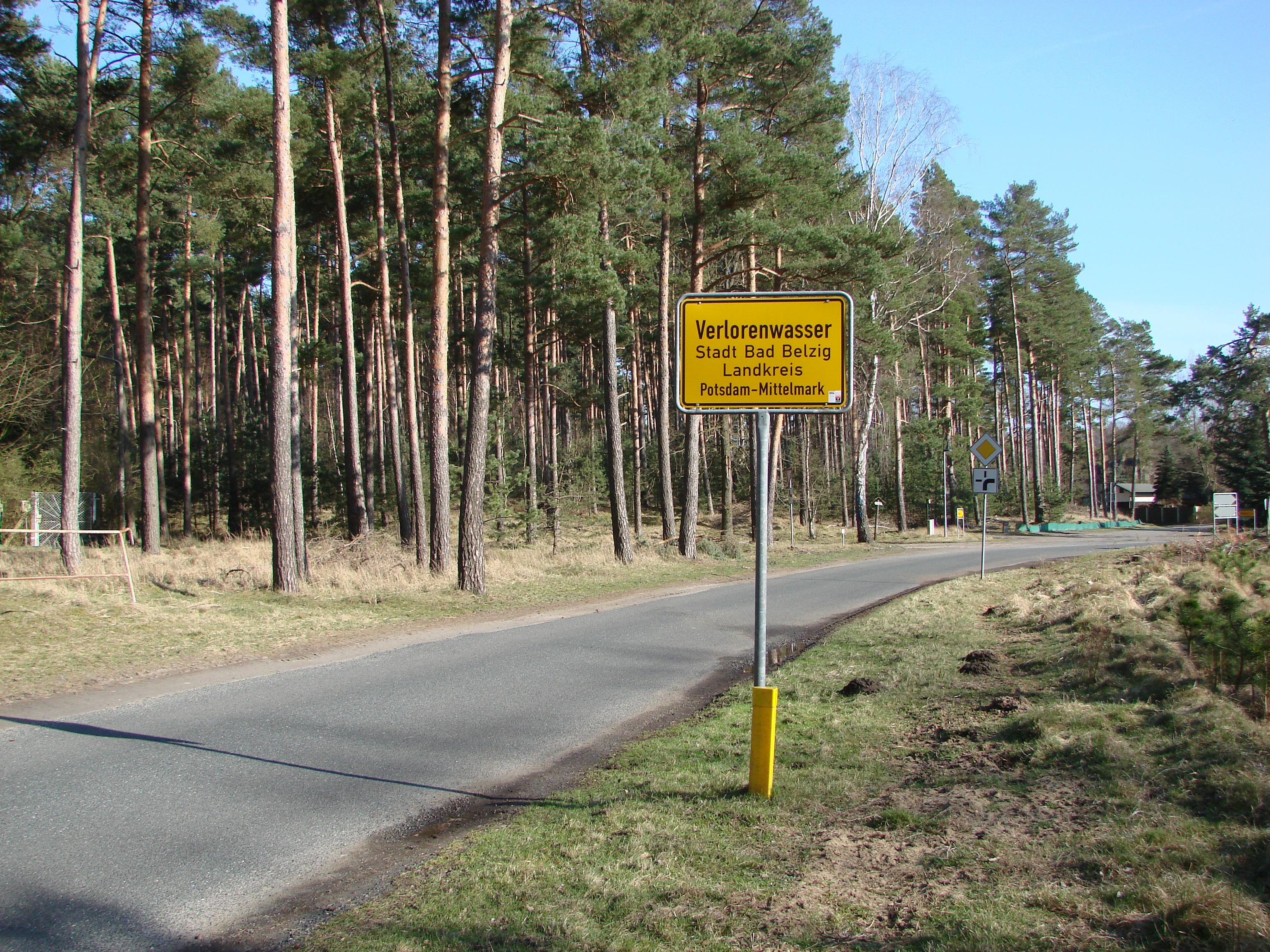
Ortseingang Verlorenwasser

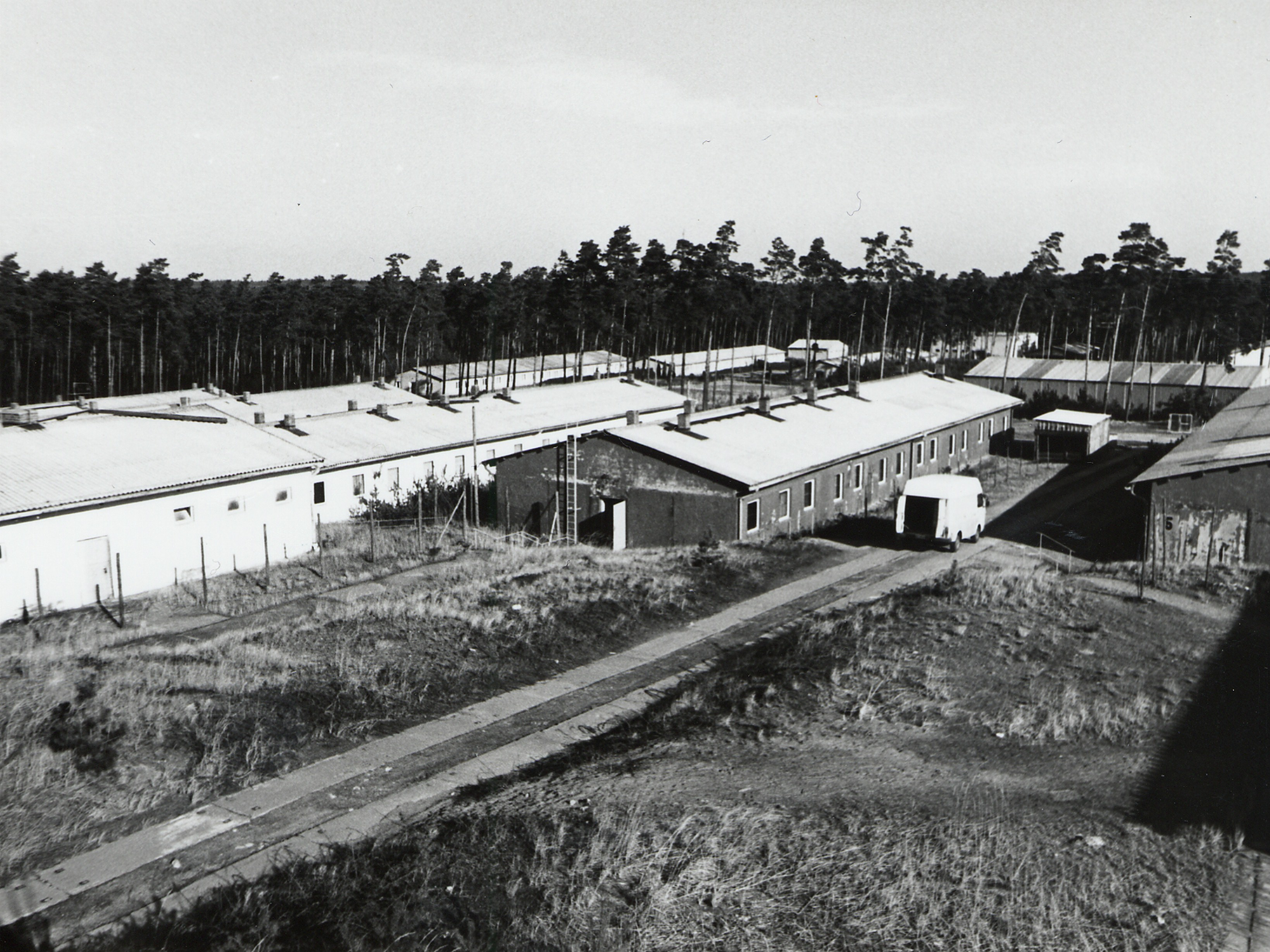
Lagergelände Verlorenwasser bei Bad Belzig

Verlorenwasser ist ein Gemeindeteil im Ortsteil Werbig der Stadt Bad Belzig im Landkreis Potsdam-Mittelmark in Brandenburg.

## Lage
Der kleine Ort mit sieben Einwohnern (Stand 1994) liegt auf einer Höhe von 89 Metern über NHN in einem Waldgebiet im Naturpark Hoher Fläming, etwa zehn Kilometer nordwestlich von Bad Belzig. Er wird vom namensgebenden Fluss Verlorenwasser durchflossen, dessen Quelle ca. zwei Kilometer östlich des Ortes liegt.
Über die Kreisstraße 6936 ist Verlorenwasser mit Weitzgrund und der Landesstraße 92 verbunden. Der Radweg Berlin–Hameln führt durch den Ort.

## Geschichte
Im Jahre 1500 wurde eine Wassermühle erbaut. 1842 war es eine Wassermahl- und Schneidemühle und der Ort hatte 46 Einwohner, 1871 gab es 45 Einwohner in zehn Häusern. 1955 betrug die Einwohnerzahl 36 Personen, 1994 waren es noch sieben Einwohner.

## Heute
Etwas südlich liegt eine ehemalige Kaserne für die DDR-Bereitschaftspolizei, ein Lagergelände, auf dem im Krisenfall mehrere Hundert Menschen konzentriert werden sollten, die die Stasi als staatsgefährdend eingestuft hatte. Während laut ARD-Film Honeckers unheimlicher Plan oft Burgen und Jugendherbergen als Lager vorgesehen waren, erinnert Verlorenwasser an Konzentrationslager in NS-Deutschland. Nach dem Zusammenbruch der DDR war das Gelände ein Flüchtlingslager, heute ist dort ein Gewerbepark.
Ab den 1970er Jahren war die Volkspolizei-Kaserne Ausbildungsort für die Anti-Terroreinheit „Diensteinheit IX“.
Etwas südlich liegt ein 40.000 m² großes Tierheim mit ca. 200 Tieren.
Zwischen Weitzgrund und Verlorenwasser befindet sich der geographische Mittelpunkt der ehemaligen DDR 